# Чукалівці
Чукалівці (словац. Čukalovce) — село в Словаччині, Снинському окрузі Пряшівського краю. Розташоване в північно-східній частині Словаччини, біля кордону з Польщею.

## Історія
Давнє лемківське село. Вперше згадується у 1567 році.
В селі є греко-католицька церква з 1826 (1773) р.

## Населення
| Рік:            | 1993 | 2003  | 2013     | 2023    |
| --------------- | ---- | ----- | -------- | ------- |
| Кількість осіб: | 170  | 136   | 166      | 160     |
| Різниця:        |      | -20 % | +22,05 % | -3,61 % |

| Рік:            | 2022 | 2023    |
| --------------- | ---- | ------- |
| Кількість осіб: | 167  | 160     |
| Різниця:        |      | -4,19 % |

В селі проживає 154 особи.
Національний склад населення (за даними останнього перепису населення — 2001 року):
- русини — 57,34 %
- словаки — 34,97 %
- українці — 6,99 %

Склад населення за приналежністю до релігії станом на 2001 рік:
- греко-католики — 47,55 %,
- православні — 45,45 %,
- римо-католики — 2,80 %,
- не вважають себе віруючими або не належать до жодної вищезгаданої церкви — 4,20 %